# Byrapura, Tirumakudal Narsipur
Byrapura là một làng thuộc tehsil Tirumakudal Narsipur, huyện Mysore, bang Karnataka, Ấn Độ.